# 순애보 (1968년 영화)
"순애보"는 1968년 공개된 대한민국의 영화이다.

## 배역
- 신성일
- 윤정희
- 태현실
- 이빈화
- 이대엽
- 이낙훈
- 김동원
- 윤양하
- 주증녀
- 김영옥
- 노능걸
- 최삼
- 임해림
- 정득순
- 한유정
- 김웅
- 조덕성
- 이예성
- 지계순
- 김경란
- 최무웅
- 최병철
- 김기범
- 권오상
- 추봉